# Helen Beebe
Helen Louise Hulick Beebe (Easton, Condado de Northampton, Pensilvania, 27 de diciembre de 1908 - Easton (Pensilvania)., 18 de marzo de 1989) fue una educadora estadounidense y pionera de la educación auditiva verbal. 

## Vida
Helen Hulick creció en Easton, donde pasó la mayor parte de su vida. Asistió a Wellesley College de 1927 a 1929 y se graduó en 1930 de la Clarke School for the Deaf en Northampton, Massachusetts. Enseñó en escuelas para sordos en Oregon y California antes de regresar a la costa este en 1942. En 1938 apareció en los titulares porque fue testigo en la corte y como mujer de pantalones y, por lo tanto, tuvo que ir a la cárcel.
En 1942 se mudó a Nueva York, donde estudió con el logopeda vienés y el psicólogo individual Emil Froeschels y conoció el método unisensorial. Sus inicios se remontan al médico otorrinolaringólogo de Viena, Viktor Urbantschitsch, que trabajó en Fröschels. Ese fue el comienzo de una colaboración de veinte años con Fröschels. Trabajó codo a codo con Froeschels y después de su muerte en 1972, continuó desarrollando y difundiendo su técnica, ahora conocida como el enfoque auditivo-verbal. Al mismo tiempo, estudió Logopedia en la Universidad de Columbia. 
Helen Beebe fundó su práctica de Easton en 1944, para posteriormente convertirse en el Centro de Discurso y Audición Helen Beebe, y se desempeñó como directora durante cuarenta años. En 1950, pudo presentar su filosofía en el congreso de la Asociación Internacional de Logopedia y Foniatría (IALP) en Ámsterdam. 
En 1972, la Fundación Larry Jarret Memorial fue fundada por un pequeño grupo de padres de sus alumnos para difundir el método de capacitación unisensorial de Helen Beebes para hacer que esta capacitación sea accesible para niños con discapacidad auditiva. En 1978, Helen Beebe donó su práctica privada a la fundación. Más tarde, fundó eel Helen Beebe Speech and Hearing Center, una organización sin fines de lucro. Beebe fue rechazada porque no tenía dinero para el entrenamiento. A principios de la década de 1980, se ocupó un nuevo edificio que incluía la clínica y la Casa Larry Jarret, donde se les enseñó a los padres cómo usar el método en el hogar. Muchas familias vinieron de Europa y Sudamérica para una capacitación intensiva de una semana. 
Estuvo activa en varios grupos profesionales y fue miembro honorario de la Asociación Estadounidense de Habla y Audición. Fue cofundadora y primera presidenta de Auditory-Verbal International (AVI) (desde 2005, Bell Academy for Listening and Spoken Language), un grupo que promovió el enfoque auditivo-verbal de la audición y el habla y educa a los maestros de todo el mundo. Fue directora de la Asociación de sordos Alexander Graham Bell y de la Fundación para la audición, educación e investigación de niños. 
Helen Beebe trabajó como terapeuta, maestra y consejera hasta poco antes de su muerte.

## Trabajo
Beebe se convirtió en la pionera del "enfoque no sensorial" de los niños con discapacidad auditiva, utilizando los métodos y avances de su mentor Emil Fröschel, ahora conocido como el enfoque auditivo-verbal. Escribió innumerables artículos periodísticos y difundió su conocimiento y experiencia a través de conferencias y conferencias en todo el mundo. De Froeschels aprendió también el enfoque de masticación para problemas de lenguaje, tartamudeo, etc. Estaba firmemente convencida de que los niños sordos con su audición residual, no importa cuán poco, desarrollaron un lenguaje vocal con entonación natural. Sus expectativas sobre los niños eran muy altas y todavía tenía esperanza cuando nadie más la tenía. 
En 1953, escribió en su libro Una guía para ayudar al niño con problemas auditivos graves: en casa y en la terapia, la lectura de los labios debe evitarse tanto como sea posible. De lo contrario, el niño se volvería dependiente de la lectura de labios y su audición no sería necesaria. 
Comenzó su práctica para niños sordos en casa con una sola estudiante, Mardie Crannell Younglof, que era sorda de nacimiento y a principios de la década de 1940 salió al mercado uno de los primeros audífonos en miniatura con tubo de electrones (audífono con tubo de vacío), a lo que ella los adquirió y se los puso. Anteriormente, la madre hablaba con su hija sobre un tubo de goma con un embudo en un extremo y tapones para los oídos en el otro extremo. 
Beebe mantuvo un diario (Libro de experiencias) para cada niño, que también incluía las entradas de los padres. De esta manera, ella pudo obtener rápidamente una imagen de lo que el niño necesitaba y de lo que sus padres necesitaban para ayudarlo de padres que vinieron de todo el mundo. Cada niño llegó a terapia con su diario, lo que les permitió ver lo que el niño había aprendido en casa desde la última sesión de terapia.
Otro acto pionero fue invitar a maestros jóvenes a su centro de terapia, donde enseñaron a unos cincuenta estudiantes desde el bebé hasta el adolescente. Los estudiantes recibieron una terapia única dos veces por semana, lo que les permitió asistir a la escuela regular con sus compañeros de audición. 
Beebe desarrolló un método introducido por Alexander Graham Bell equipando a un niño sordo con dos audífonos. Por lo tanto, el uso máximo de los audífonos le permitió aprender el habla de oído antes de que dependiera del lenguaje de señas o la lectura de los labios o las señales visuales. 
En una entrevista en 1983, uno de sus antiguos estudiantes sordos, David Davis, dijo que solo pudo haberse graduado de la Universidad de Harvard porque pudo estudiar de niño en el Centro Beebes. Beebe le había enseñado a distinguir los sonidos y responderlos. Era más un proceso mental que involucraba lógica y pensamiento racional. Aprendió el idioma paulatinamente.

## Honores
- 1983 Mencionado en el libro Pennsylvania Women in History: Our Hidden Heritage [5]
- En 1985, recibió un doctorado honorario en ciencias humanas de Lafayette College por el trabajo de su vida como maestra, científica y pionera de la terapia auditiva verbal.[6]
- En 1986, su trabajo fue honrado en el libro Sound Waves de David Colley, que trata sobre sus lecciones y las experiencias de una familia y su hija sorda.
- En 1988, recibió el premio más alto de la Asociación Alexander Graham Bell para sordos .

## Publicaciones (selección)
- Una guía para ayudar al niño con dificultades auditivas, S.Karger Verlag, diciembre de 1953, ISBN 3-8055-1759-9 .
- con Deso A. Weiss: el enfoque de masticación en terapia del habla y la voz. Editorial Karger Basel; Nueva York 1951

## Literatura
- David Colley: Ondas de sonido. La verdadera historia de un niño sordo que aprendió a escuchar usando un método revolucionario . Editorial St. Martins Press; diciembre de 1985, ISBN 0-312-74607-5